# سگامور بیچ (ماساچوست)
سگامور بیچ (به انگلیسی: Sagamore Beach) یک روستا در ایالات متحده آمریکا است که در شهرستان برنستبل، ماساچوست واقع شده‌است. سگامور بیچ ۱۸٫۹ متر بالاتر از سطح دریا واقع شده‌است.